# Janet Tello Gilardi
Janet Ofelia Lourdes Tello Gilardi (Arequipa, 1962) es una magistrada peruana. Desde el 2 de enero del 2025 ocupa el cargo de Presidente de la Corte Suprema y del Poder Judicial del Perú para el periodo 2025-2026 tras ser elegida por todos los jueces supremos el 5 de diciembre del 2024. Tello Gilardi es la segunda mujer en presidir este poder del estado luego de Elvia Barrios quien fue presidenta en el periodo 2021-2022.
Nacida en Arequipa, cursó sus estudios superiores en la Pontificia Universidad Católica del Perú en la ciudad de Lima. Cuenta también con posgrados de maestría en ciencias penales por la Universidad Nacional Mayor de San Marcos y en política jurisdiccional por la PUCP. Inició su labor en el Poder Judicial en 1982 como auxiliar jurisdiccional. Desde 1996 fue juez superior titular de la Corte Superior de Justicia de Lima y, desde el 2013, ocupó el puesto de Juez de la Corte Suprema de Justicia.